# Arnold Woldemar von Frege-Weltzien

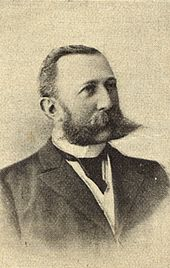
Arnold Woldemar von Frege-Weltzien

Arnold Woldemar von Frege-Weltzien (* 30. Oktober 1846 in Abtnaundorf; † 22. Oktober 1916 in Berlin) war ein deutscher Rittergutsbesitzer und Politiker (Deutschkonservative Partei). Er war Abgeordneter des Sächsischen Landtags und des Reichstags.

## Leben und Wirken
Der Sohn des Woldemar Frege (1811–1890), Rittergutsbesitzers und außerordentlichen Professors an der Juristischen Fakultät der Universität Leipzig, und der Sängerin Livia Frege, geb. Gerhardt, erhielt seine erste Ausbildung durch einen Hauslehrer. Anschließend besuchte er das Teichmannsche Institut in Leipzig und das Königliche Pädagogium in Halle. Ein Studium an den Universitäten in Halle, Bonn und Leipzig folgte. An der Universität Leipzig schloss er seine Studien mit einer Promotion ab. Nach dem Deutsch-Französischen Krieg, an dem er als Delegierter des Albertvereins teilgenommen hatte, widmete er sich ausgedehnten Reisen durch Europa, um so die renommiertesten landwirtschaftlichen Betriebe kennenzulernen. Anschließend übernahm er das väterliche Rittergut in Abtnaundorf, auf dem er Meliorationen einführte. 1891 erwarb er das Rittergut Zabeltitz, 1901 die Elgersburg in Thüringen, die er in eine Familienstiftung übertrug.
Frege engagierte sich in verschiedenen gemeinnützigen Organisationen wie der Inneren Mission, dem Diözesanverband zur Fürsorge Entlassener und der Leipziger Ökonomischen Sozietät. Er war einer der Mitbegründer des Konservativen Landesvereins im Königreich Sachsen und der Deutschkonservativen Partei. Ab 1878 gehörte er als Vertreter des 18. sächsischen Wahlkreises dem Reichstag in Berlin an. In der 10. Wahlperiode übernahm er 1898 das Amt des 1. Vizepräsidenten des Reichstags. Dieses Amt und sein Reichstagsmandat legte er am 15. November 1901 aufgrund einer schweren Krankheit nieder.
Von 1893 bis zu seinem Tod gehörte er als vom König ernanntes Mitglied der I. Kammer des Sächsischen Landtags an.

## Familie
Frege war in erster Ehe mit der Tochter des Generals Ludwig von Weltzien Helene von Weltzien aus dem Hause Weisin, vermählt, deren Bruder Peter von Weltzien als Einjährig-Freiwilliger im 1. Ostpreußischen Füsilier-Regiment Nr. 33 und als letzter Spross dieses Hauses am 18. August 1870 bei Gravelotte fiel. Frege nahm daraufhin den Doppelnamen Frege-Weltzien an. Am 29. Juni 1886 nobilitierte König Albert von Sachsen seinen Vater, Richard Woldemar Frege, anlässlich dessen goldener Hochzeit mit dem erblichen sächsischen Briefadel, für seine und seiner Familie Verdienste um Sachsen.
Er hatte folgende Kinder:
- Ludwig (* 13. März 1875; † September 1918 in New York) ⚭ Matnie Thornwell Swaine (* 12. September 1881)
- Livia (* 17. Juli 1876; † 16. Juli 1963) ⚭ Hermann von Rössing (* 23. Januar 1858; † 1932) Kammerherr seit 1890, zuletzt Oberhausmarschall
- Elisabeth (* 7. August 1877) ⚭ Rudolf Jay (* 15. April 1865; † 1926)
- Marianne (* 8. Mai 1879, gest. 1968) ⚭ Alfred von Wolffersdorff (* 13. Oktober 1867, gest. 30. Mai 1941), kgl. sächs. Majaor
- Arnolda (* 3. Februar 1886) ⚭ (I) Wichard von Rochow (* 14. April 1884; † 10. Februar 1957); (gesch. 1922), Gutsbesitzer auf Strauch und Merzdorf bei Großenhain\ ⚭ (II) Walther Fischer (* 5. Juni 1880; † 29. Mai 1960), Dr. jur., Notar

1900 heiratete er in Grabow die zwanzig Jahre jüngere Agnes von Plato und spendete für die Renovierung der Patronatskirche St.-Marien der Familie von Plato in Plate und für den Bau der St.-Agnes-Kirche in Lüchow, die nach der Schutzpatronin seiner inzwischen verstorbenen Frau benannt wurde.
Er starb am 22. Oktober 1916 standesamtlich beurkundet im Alter von 60 Jahren in Berlin, Budapester Straße 4.